# Veronica Abramciuc
Veronica Abramciuc (n. 5 martie 1958, Petrușeni, Rîșcani) este o politiciană din Republica Moldova, care din 2009 până în 2014 a fost deputat în Parlamentul Republicii Moldova în trei legislaturi consecutive (aprilie-iulie 2009, 2009-2010, 2010-2014), aleasă pe listele Partidului Comuniștilor din Republica Moldova.
La 4 noiembrie 2011, Veronica Abramciuc împreună cu Igor Dodon și Zinaida Greceanîi au părăsit fracțiunea PCRM din parlament, formând «fracțiunea deputaților neafiliați». Ulterior ei au aderat la Partidul Socialiștilor din Republica Moldova. Abramciuc a devenit președinte de onoare al Partidului Socialiștilor. La 4 iunie 2013, Veronica Abramciuc împreună cu soțul său, Valentin Crîlov, au fost excluși din conducerea partidului pentru acțiuni care ar fi în detrimentul mișcării socialiste.
Este căsătorită cu Valentin Crîlov, politician și el, fost deputat. Nu au copii. Conform CV-ului său, limba maternă a Veronicăi Abramciuc este moldoveneasca; în plus mai cunoaște limbile rusă, franceză și portugheză.